# Starboy Nathan
Starboy Nathan, Nathan Abraham Lauren Fagan-Gayle de son vrai nom, né le 2 novembre 1986 à Londres, est un chanteur britannique de R&B.

## Biographie
En 2011, Fagan-Gayle a commencé à utiliser le moniker Starboy Nathan au lieu du mononyme par lequel il était initialement reconnu. Il a expliqué la raison de ce changement de nom lors d'une interview avec Tale Tela : « Vous savez quoi, vous m'avez donné raison quand vous avez dit “Nathan, juste Nathan” et c'est ce que je voulais dire “juste Nathan” et je voulais juste m'amuser un peu plus avec ça. Cela vient de l'époque où j'étais jeune et où je me produisais devant ma famille, mes parents et ma mère, juste pour dire « Starboy time », c'est juste un peu amusant et c'est plus distinctif. Je veux dire, vous pouvez taper Nathan, juste Nathan dans Google et je pourrais apparaître ou vous obtiendrez 50 millions d'autres choses alors que « Starboy Nathan » est très provocateur et définitif et vous pouvez faire une recherche et toute ma bibliothèque apparaîtra et d'autres choses, donc c'est un peu plus comme ça. J'ai changé mon nom Twitter en « Starboy Nathan » et mon nom Facebook également. Je n'ai pas dérouté mes fans, je leur ai dit, ils étaient d'accord avec moi".
Après avoir assuré la première partie de la deuxième tournée des JLS, And The Ndubz tour, Starboy Nathan a annoncé que « Diamonds » serait le deuxième single de l'album 3D. Le single est sorti le 18 avril 2011 Starboy Nathan assurera également la première partie de la tournée britannique de The Wanted.
Le single « Hangover » de Starboy Nathan (avec Wretch 32) est sorti le 12 septembre 2011 et a atteint la 92e place du UK Singles Chart. Son album 3D - Dedication, Determination, Desire est sorti l'année suivante.
Starboy Nathan participe à la neuvième saison du télé-crochet britannique The X Factor en 2012 mais n'est pas retenu pour les émissions en direct à l'issue de l'étape de la "maison des juges".

## Discographie

### Albums
| Titre                                  | Détails                                                                    | Classement |
| Titre                                  | Détails                                                                    | UK         |
| -------------------------------------- | -------------------------------------------------------------------------- | ---------- |
| Masterpiece                            | - Premier album - Released: 9 octobre 2006 - Formats: CD, Digital download | 122        |
| 3D – Determination, Dedication, Desire | - Second album - Released: 13 mai 2012 - Formats: CD, Digital download     | 92         |

### Singles
| Année | Single                                 | Classement | Album                                  |
| Année | Single                                 | UK         | Album                                  |
| ----- | -------------------------------------- | ---------- | -------------------------------------- |
| 2005  | "Come into My Room"                    | 37         | Masterpiece                            |
| 2006  | "Round and Round"                      | —          | Masterpiece                            |
| 2006  | "Cold as Ice"                          | —          | Masterpiece                            |
| 2007  | "Do Without My Love"                   | 44         | Masterpiece                            |
| 2010  | "Caught Me Slippin" (featuring T-Dogg) | —          | 3D - Determination, Dedication, Desire |
| 2011  | "Diamonds"                             | 23         | 3D - Determination, Dedication, Desire |
| 2011  | "Hangover" (featuring Wretch 32)       | 92         | 3D - Determination, Dedication, Desire |
| 2012  | "Cosmic Kiss"                          | —          | 3D - Determination, Dedication, Desire |
| 2012  | "Who Am I"                             | —          | 3D - Determination, Dedication, Desire |